# Svetozar Marković (calciatore)
Svetozar Marković (in serbo Светозар Марковић?; Bijeljina, 23 marzo 2000) è un calciatore serbo, difensore del Viktoria Plzeň.

## Caratteristiche tecniche
È un difensore centrale.

## Carriera
Cresciuto nelle giovanili del Partizan, ha esordito in prima squadra l'11 ottobre 2017 in occasione del match di Kup Srbije vinto 3-0 contro il Rtanj.

## Palmarès

### Club

#### Competizioni nazionali
- Coppa di Serbia: 1

Partizan: 2018-2019